# 和阳美术馆
和阳美术馆位于山西省大同市复建的东城墙瓮城和月城内部。

## 历史
2011年9月28日开馆。和阳美术馆建筑高度11米，展区高7米，总建筑面积为2.3万平方米，为二层建筑，内有前厅（序厅）、展厅、休息区、茶吧、咖啡厅、阅览室、4D影院。展厅共6个展区。  700平方米、65座的4D影院可以营造视觉、听觉、触觉、嗅觉感受。
展览馆开馆于第十届中国(大同)云冈文化艺术节期间，举办的第一个展览是由中国美术家协会、中央美术学院与大同市人民政府联合举办的“2011中国·大同国际雕塑双年展” ，两个月间接待游客18万人次。 开馆之后美术馆相继举行了一系列的雕塑、书画展览。展馆为苏州金螳螂展览设计工程有限公司设计。2012年和阳美术馆计划推出的展览有“美哉大同魏百勇大同风光国画展”、“中国当代篆书名家提名展”、“著名书画家黎明中先生作品展”、“俄罗斯近现代油画大师作品展”、“大同市优秀工艺美术作品展览”、“徐悲鸿先生真迹暨百名中国书画名家作品展”、“中国大同国际壁画双年展”等。
和阳美术馆位于大同市修复的东城墙景区内，购买城墙门票即可参观和阳美术馆。